# Antoine Clériade de Choiseul-Beaupré
Antoine Clériade de Choiseul-Beaupré (Daillecourt, 28 settembre 1707 – Gy, 7 gennaio 1774) è stato un cardinale e arcivescovo cattolico francese.

## Biografia
Antoine Clériade, figlio di Antoine Clériade e Anne Françoise de Barillon, nacque nel castello di Daillecourt, diocesi di Langres, il 28 settembre 1707. Dopo gli studi iniziali in famiglia, continuò gli studi a Parigi dove ottenne il dottorato in teologia alla Sorbona.
Non si conoscono le date in cui ricevette gli ordini sacri. Fu vicario generale della diocesi di Mende.
Il 17 novembre 1754 fu eletto arcivescovo di Besançon; il 17 marzo 1755 ottenne la conferma papale della sua elezione ed il 25 maggio successivo ricevette l'ordinazione episcopale nella cattedrale di Mende dalle mani dello zio, Gabriel-Florent de Choiseul.
Fu creato cardinale-presbitero da papa Clemente XIII nel concistoro del 23 novembre 1761. Tuttavia, non scese mai a Roma né per ricevere la berretta cardinalizia né per l'assunzione del titolo cardinalizio. Non partecipò nemmeno al conclave del 1769, che portò all'elezione di papa Clemente XIV. Fu abate commendatario di San Bertino.
Morì il 7 gennaio 1774 nel castello di Gy. I suoi resti riposano nella cattedrale di Besançon.

## Genealogia episcopale e successione apostolica
La genealogia episcopale è:
- Arcivescovo Filippo Archinto
- Papa Pio IV
- Cardinale Giovanni Antonio Serbelloni
- Cardinale Carlo Borromeo
- Cardinale Gabriele Paleotti
- Cardinale Ludovico de Torres
- Cardinale Guido Bentivoglio d'Aragona
- Arcivescovo Claude de Rebé
- Arcivescovo Pierre de Marca
- Arcivescovo Jean de Montpezat de Carbon
- Vescovo François Bouthillier de Chavigny
- Vescovo Gabriel-Florent de Choiseul-Beaupré
- Cardinale Antoine Clériade de Choiseul-Beaupré

La successione apostolica è:
- Vescovo Claude-François-Ignace Franchet de Rans (1756)
- Vescovo Simon Nikolaus Eusebius von Montjoye-Hirsingen (1763)
- Vescovo Deodatus de Chaumont de Mareuil (1765)